# 套筒棋
套筒棋（Gobblet），又名戴高帽，類同四子棋，由Thierry Denoual(桀里·笃努瓦勒)在2001年推出。

## 棋具
- 棋盤為4*4的棋盤，共16個空格。
- 棋子為直杯模樣，尺寸有四種，為大杯、中杯、小杯、迷你杯。每方有十二子，擁有每種大小各三子。

## 棋規
- 每方先把自己的棋子依大小順序成倒杯，疊套成一組四個，各有三組。皆先置於棋盤外。
- 每回合，玩家可選擇：
  - 任選自己三個棋子疊套組之一，將該組疊在最上面的棋子放入棋盤任何空位處，不可拿取還蓋在下面的棋子。
  - 移動棋盤上的己棋到任何空位處，或蓋在比己棋尺寸小的敵棋上。被蓋住的棋子不可被移動。若移動的己棋下面有敵棋，則後者留在原格。

- 當四個己方棋子組成一個直、橫、或斜線即獲勝。若對方也因己棋離開而連成，則仍是主動方勝。

## 外部連結
- 規則介紹